# Gado dos Ferros
Gado dos Ferros é um distrito do município brasileiro de Palmácia, estado do Ceará. De acordo com o Instituto Brasileiro de Geografia e Estatística (IBGE), sua população no ano de 2010 era de 3 034 habitantes.
Foi criado pelo ato estadual de 22 de junho de 1912 como distrito do município de Maranguape. Palmácia foi emancipada de Maranguape e Gado dos Ferros passou a figurar como distrito de Palmácia.
O distrito destaca-se com suas belas cachoeira e trilhas,além da tradicional Festa de São José.

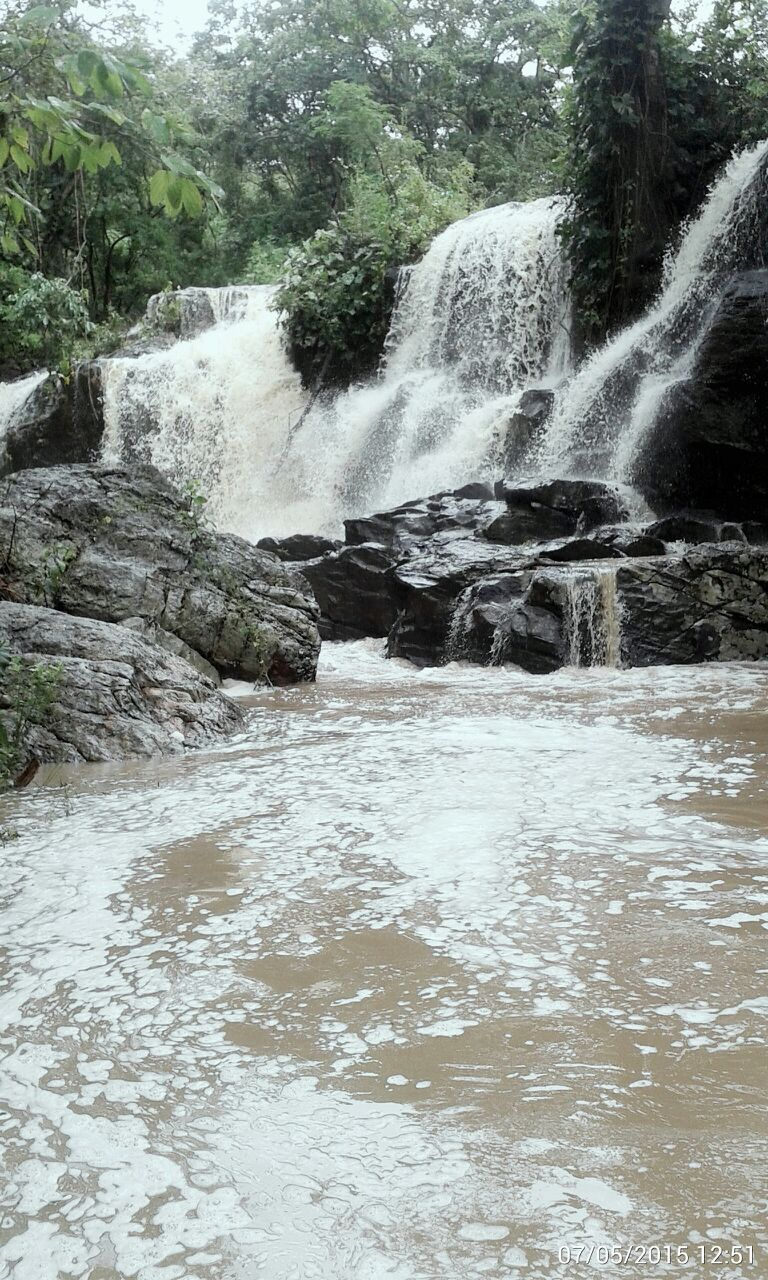
A Cachoeira do Chuvisco,localiza-se na localidade de Boqueirão no distrito de Gado dos Ferros.